# Арбатско-Покровская линия
Арба́тско-Покро́вская линия — третья по официальной нумерации (вторая по хронологии) линия Московского метрополитена. Связывает районы Измайлово и Соколиная Гора, расположенные на востоке Москвы, с районами Дорогомилово, Фили-Давыдково, Крылатское, Строгино и Митино на западе и северо-западе города, проходя при этом через самый центр Москвы: станция «Площадь Революции» — одна из ближайших к Красной площади и Кремлю. В составе 22 станции; длина — 45,1 км. На схемах обозначается синим цветом и числом  . На ней произошли первый теракт в истории Московского метрополитена, а также крупнейшая катастрофа в истории Московского метрополитена и историю метрополитенов России.
Восточная часть линии («Щёлковская» — «Партизанская») мелкого заложения с одной открытой наземной станцией «Измайловская», западная часть («Пятницкое шоссе» — «Славянский бульвар», не считая участка линии глубокого заложения, проходящего по Северо-Западному тоннелю) также мелкого заложения с открытой наземной «Кунцевской» и крытой наземной «Мякинино». Центральная и частично восточная и западная части («Семёновская» — «Парк Победы») глубокого заложения.
С постройкой в 2009 году участка «Строгино» — «Митино» Арбатско-Покровская стала самой длинной — 45,1 км. До этого титул самой длинной линии носила Серпуховско-Тимирязевская, чья протяжённость составляет 41,2 км. 1 марта 2023 года уступила этот титул Большой кольцевой линии, чья длина составила 62,5 км (с учётом временно действовавшего вилочного ответвления «Шелепиха» — «Деловой центр», впоследствии прекратившего своё существование для вхождения в состав строящейся Рублёво-Архангельской линии). Без вилочного ответвления длина Большой кольцевой линии составляет 57,5 км, вопреки утверждениям СМИ о 70 и 72 км. С 5 сентября 2024 года — открытия станции «Потапово», Арбатско-Покровская линия стала второй радиальной линией по длине в Москве, уступив Сокольнической.
Среднесуточный пассажиропоток всех станций линии составлял в 2016 году 832,3 тыс. человек.
Расположенная на линии станция «Мякинино» — первая, находящаяся на территории Московской области (в г. Красногорске), и единственная в российской практике метростроения, построенная с участием частных капиталовложений — компании «Crocus Group» Араза Агаларова и правительства Москвы, в связи с чем не принадлежит ГУП «Московский метрополитен».

## История
Датой появления линии можно считать 13 марта 1938 года, когда новый участок «Площадь Революции» — «Курская» был подключён к участку первой очереди «Улица Коминтерна» (ныне «Александровский сад») — «Киевская». Открытие участка одновременно с упразднением вилочного движения по линии, ныне известной как Сокольническая, произошло раньше, чем открытие Горьковско-Замоскворецкой линии, однако впоследствии официальная нумерация линий оказалась обратной (Арбатско-Покровская стала третьей, а Горьковско-Замоскворецкая — второй). В целях ускорения строительства запланированные станции «Ильинские ворота» и «Покровские ворота» не были построены, под них были только оставлены заделы (прямолинейные участки тоннелей на расстоянии ширины платформы друг от друга).
Линия была продлена на восток в 1944 году до станции «Измайловская» (ныне «Партизанская»). Также для экономии и ускорения сооружения этой очереди запланированные в первоначальном проекте линии станции «Гороховская улица», «Площадь Баумана», «Бакунинская улица» и «Мироновская улица» были исключены полностью, без оставления заделов.
В 1941 году, после попадания бомбы в тоннель мелкого заложения «Арбатская» — «Смоленская» стала очевидной незащищённость этого участка метро. Было принято решение о замене этого участка новым, глубоким. Поэтому в 1953 году был построен новый участок Арбатско-Покровской линии «Площадь Революции» — «Киевская», полностью дублировавший старый, при этом участок мелкого заложения «Калининская» (ныне «Александровский сад») — «Киевская» был закрыт и открыт заново лишь в 1958 году в составе Филёвской линии. В результате в Москве по две независимых «Арбатских» и «Смоленских». Впрочем, «Смоленские» в отдалённой перспективе могут быть объединены в пересадочный узел вместе с проектируемой станцией «Плющиха» Калининско-Солнцевской линии.
В 1990-х — 2000-х годах в открытой печати бытовала версия, что за «Киевской» тоннель был продолжен к Кунцевской даче Сталина и сама линия таким образом становилась подземной правительственной трассой. В качестве подтверждения версии стратегического характера линии указывалось, что зал станции «Арбатская», расположенной в квартале, занимаемом Генеральным штабом, при необходимости превращалась в огромный бункер, соединённый с несколькими подземными линиями метрополитена.
После строительства электродепо электродепо «Измайлово» в 1950 году появилась возможность продления линии на восток за счёт строительства в депо наземной станции «Первомайская», что и было сделано в 1954 году.
Временная станция была закрыта и переоборудована под помещения депо после строительства участка «Измайловская» (ныне «Партизанская») — «Первомайская» в 1961 году.

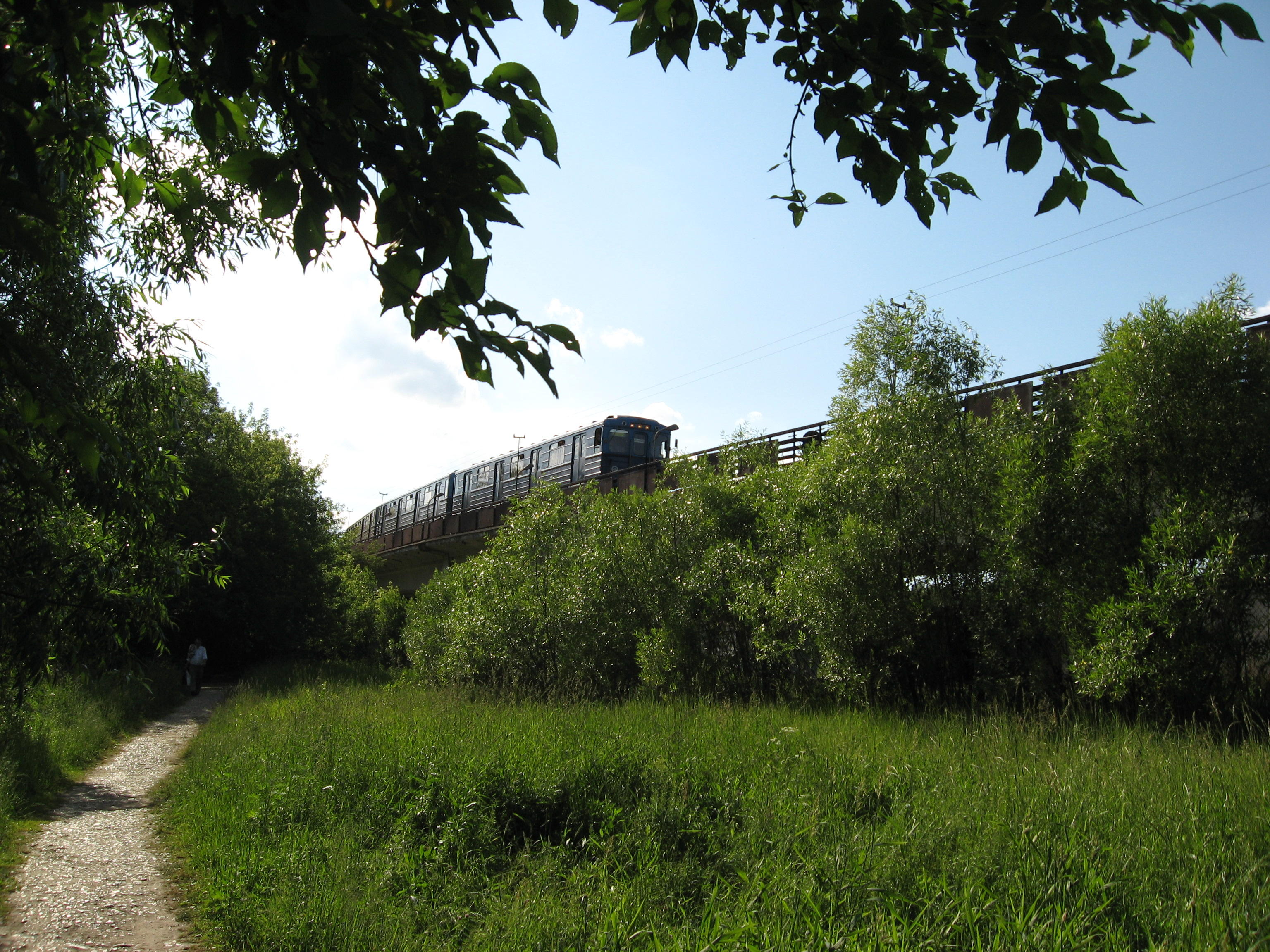
Участок Арбатско-Покровской линии в Измайловском парке

В 1963 году линия была продлена до станции «Щёлковская», которая остаётся конечной по настоящее время.
6 мая 2003 года была открыта станция «Парк Победы», продлившая линию в западном направлении после 50-летнего пребывания станции «Киевская» конечной на линии.
7 января 2008 года открылся участок «Парк Победы» — «Кунцевская» (промежуточная станция «Славянский бульвар» открылась 8 месяцами позже) и участок «Крылатское» — «Строгино» с заделом под станцию «Троице-Лыково». Одновременно с этим участок Филёвской линии «Кунцевская» — «Крылатское» был передан в состав Арбатско-Покровской линии. На станции «Кунцевская» с южной стороны для поездов синей ветки, следующих на восток Москвы, заработала ещё одна боковая платформа. Поезда Филёвской линии какое-то время не ходили, а потом стали оборачиваться на северной стороне островной платформы, которая была оставлена для их оборота. Для поездов Филёвской линии станция «Кунцевская» стала конечной. И с этого момента Арбатско-Покровская линия стала уже полной диаметральной линией.

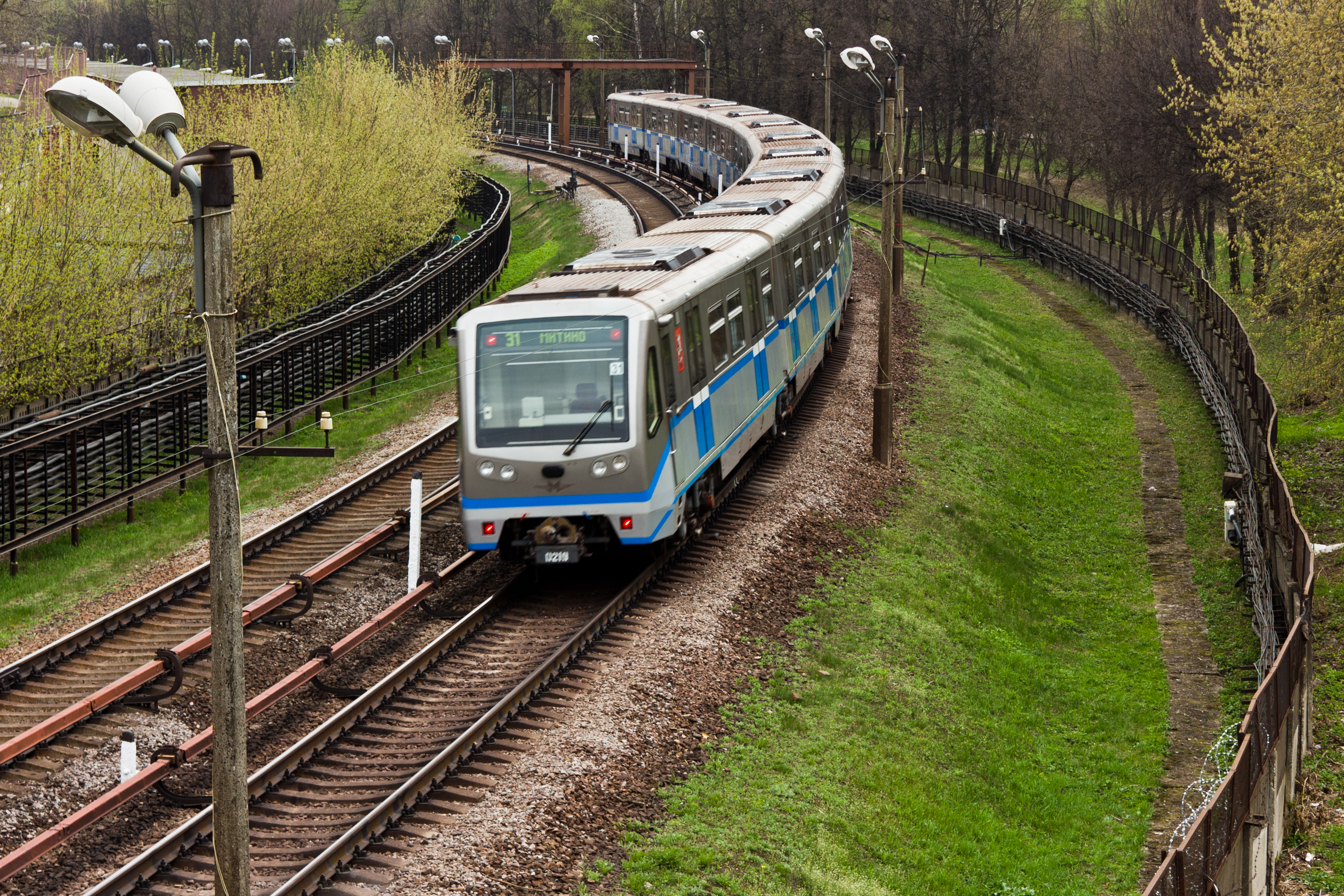
Поезд из вагонов типа 81-740.4/741.4 «Русич» недалеко от станции «Кунцевская»

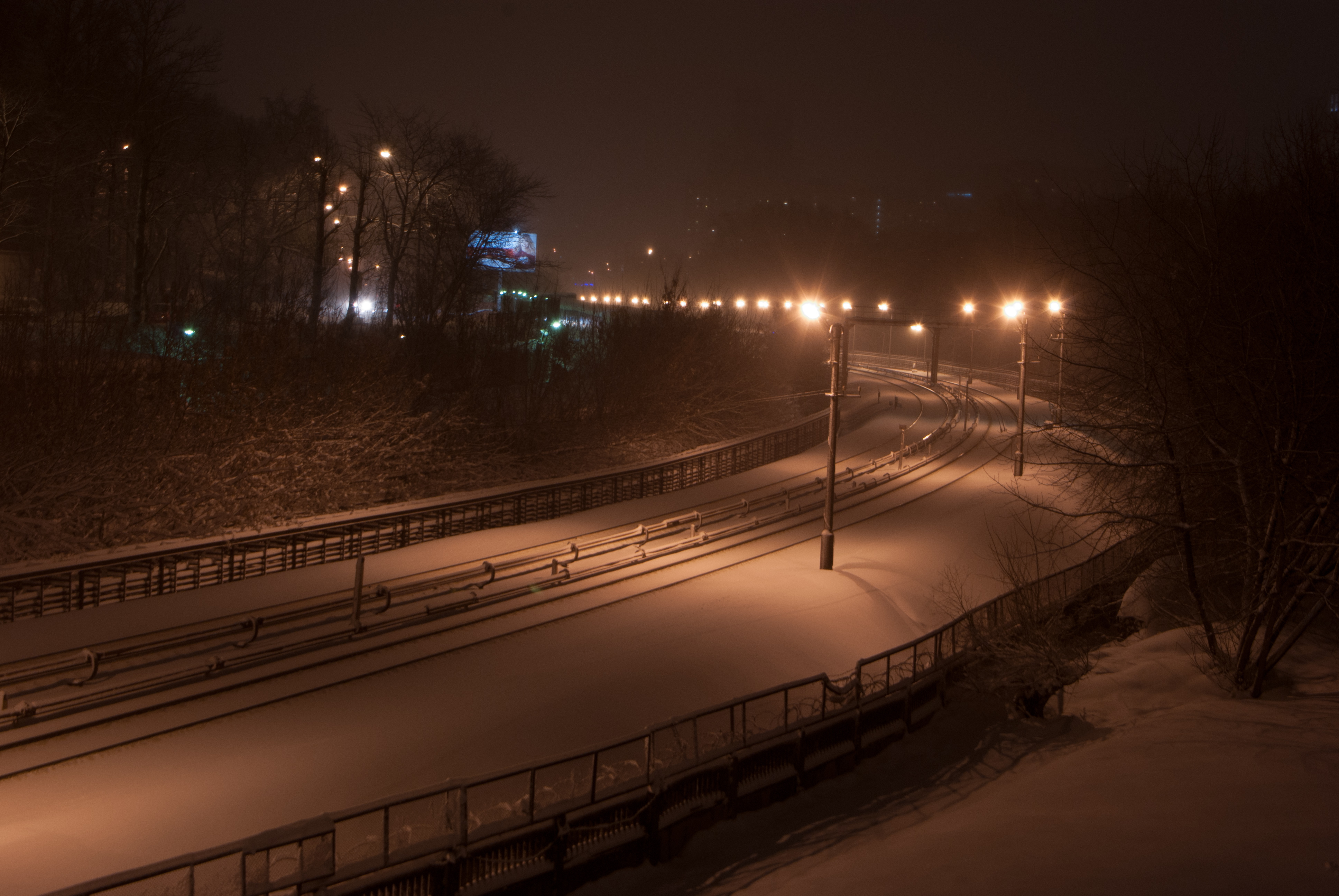
Зимний вид перегона между станциями «Кунцевская» и «Молодёжная»

26 декабря 2009 года открылся участок «Строгино» — «Митино» с промежуточными станциями «Мякинино» и «Волоколамская», а также метромостом через Москва-реку. «Мякинино» стала первой станцией, находящейся на территории Московской области. 28 декабря 2012 года открылась станция «Пятницкое шоссе».

## Замена эскалаторов
За последние 20 лет на многих станциях Арбатско-Покровской линии была проведена замена наиболее старых, выработавших свой ресурс, эскалаторов. Замены были произведены на станциях «Курская» (1997—2000), «Площадь Революции» (2002—2004, 2008—2010), «Арбатская» (2006—2007). По причине наличия единственного выхода на время ремонта потребовалось полное закрытие следующих станций: «Семёновская» (2005—2006), «Электрозаводская» (2007—2008), «Бауманская» (8 февраля — 24 декабря 2015; количество эскалаторов на станции было увеличено с 3 до 4), «Смоленская» (2020—2021). Во всех случаях, за исключением последнего, на поверхности был запущен автобусный маршрут «М», соединявший соседние станции, проезд в котором (в первых двух случаях) надо было оплачивать (по тарифу наземного транспорта).

## Зонный оборот поездов
- По причине невозможности в часы пик организовать оборот всех поездов на конечной станции (заезд в тупик, смена «головы», перевод стрелки и выезд занимают больше времени, чем интервал движения, особенно если учесть пересечение траекторий поездов на въезде и выезде) организуют так называемые зонные обороты поездов, то есть поезда следуют не до конечной станции, а до станции, где есть путевое развитие и возможность быстро организовать оборот поезда. На Арбатско-Покровской линии для этих целей используют станцию «Партизанская» (для ночного отстоя и захода в депо) при движении в сторону «Щёлковской», а также станцию «Строгино» (в основном в утренние и вечерние часы пик) при движении в сторону «Пятницкого шоссе», реже используются «Молодёжная», «Митино» и «Киевская».
- С 16 марта 2017 года по 30 августа 2018 года для проследования составов из ТЧ-3 «Измайлово» на Солнцевскую линию и обратно был организован прямой маршрут «Партизанская» — «Раменки» с переходом между линиями по съездам за станцией «Парк Победы»[источник не указан 1131 день].

## Станции
|       | Название станции Прежние названия | Дата открытия   | Пере- садки  | Глубина, м | Тип конструкции                                    | Координаты                      | Вид станции |
| ----- | --- | --------------- | ------------ | ---------- | -------------------------------------------------- | ------------------------------- | ----------- |
| @3 01 | «Пятницкое шоссе» | 28 декабря 2012 |              | −11        | колонная мелкого заложения двухпролётная           | 55°51′23″ с. ш. 37°21′16″ в. д. |             |
| @3 02 | «Митино» | 26 декабря 2009 |              | −14        | односводчатая мелкого заложения                    | 55°50′45″ с. ш. 37°21′44″ в. д. |             |
| @3 03 | «Волоколамская» | 26 декабря 2009 | D2           | −14        | колонная мелкого заложения трёхсводчатая           | 55°50′07″ с. ш. 37°22′56″ в. д. |             |
| @3 04 | «Мякинино» | 26 декабря 2009 |              | 0          | наземная, крытая, однопролётная                    | 55°49′31″ с. ш. 37°23′07″ в. д. |             |
| @3 05 | «Строгино» | 7 января 2008   |              | −8         | односводчатая мелкого заложения                    | 55°48′14″ с. ш. 37°24′11″ в. д. |             |
| @3 06 | «Крылатское» | 31 декабря 1989 |              | −9,5       | односводчатая мелкого заложения                    | 55°45′24″ с. ш. 37°24′29″ в. д. |             |
| @3 07 | «Молодёжная» | 5 июля 1965     |              | −6,5       | колонная мелкого заложения трёхпролётная           | 55°44′27″ с. ш. 37°25′00″ в. д. |             |
| @3 08 | «Кунцевская» | 7 января 2008   | 04 11 D1     | 0          | наземная, открытая                                 | 55°43′51″ с. ш. 37°26′45″ в. д. |             |
| @3 09 | «Славянский бульвар» | 7 сентября 2008 | D1           | −8,5       | односводчатая мелкого заложения                    | 55°43′47″ с. ш. 37°28′14″ в. д. |             |
| @3 10 | «Парк Победы» | 6 мая 2003      | 8А D4        | −73,6      | пилонная глубокого заложения трёхсводчатая         | 55°44′10″ с. ш. 37°31′06″ в. д. |             |
| @3 11 | «Киевская» | 5 апреля 1953   | 04 4А 05     | −38        | пилонная глубокого заложения трёхсводчатая         | 55°44′40″ с. ш. 37°33′56″ в. д. |             |
| @3 12 | «Смоленская» | 5 апреля 1953   |              | −50        | пилонная глубокого заложения трёхсводчатая         | 55°44′51″ с. ш. 37°34′56″ в. д. |             |
| @3 13 | «Арбатская» | 5 апреля 1953   | 01 04 4А 09  | −41        | пилонная глубокого заложения трёхсводчатая         | 55°45′08″ с. ш. 37°36′22″ в. д. |             |
| @3 14 | «Площадь Революции» | 13 марта 1938   | 01 02 [ 37 ] | −33,6      | пилонная глубокого заложения трёхсводчатая         | 55°45′24″ с. ш. 37°37′18″ в. д. |             |
| @3 15 | «Курская» | 13 марта 1938   | 05 10 D2 D4  | −30,7      | пилонная глубокого заложения трёхсводчатая         | 55°45′29″ с. ш. 37°39′30″ в. д. |             |
| @3 16 | «Бауманская» | 18 января 1944  |              | −32,5      | пилонная глубокого заложения трёхсводчатая         | 55°46′23″ с. ш. 37°40′50″ в. д. |             |
| @3 17 | «Электрозаводская» | 15 мая 1944     | 11 D3        | −31,5      | пилонная глубокого заложения трёхсводчатая         | 55°46′54″ с. ш. 37°42′13″ в. д. |             |
| @3 18 | «Семёновская» Сталинская (с 18.01.1944 до 30.11.1961) | 18 января 1944  |              | −40        | колонно-пилонная глубокого заложения трёхсводчатая | 55°47′00″ с. ш. 37°43′15″ в. д. |             |
| @3 19 | «Партизанская» Измайловский парк культуры и отдыха имени Сталина (с 18.01.1944 до осени 1947) Измайловская (с осени 1947 до 20.08.1963) Измайловский парк (с 20.08.1963 до 03.05.2005) | 18 января 1944  | 14           | −9         | колонная мелкого заложения трёхпролётная           | 55°47′19″ с. ш. 37°45′02″ в. д. |             |
| @3 20 | «Измайловская» Измайловский парк (с 21.10.1961 до 20.08.1963) | 21 октября 1961 |              | 0          | наземная, открытая                                 | 55°47′16″ с. ш. 37°46′53″ в. д. |             |
| @3 21 | «Первомайская» | 21 октября 1961 |              | −7         | колонная мелкого заложения трёхпролётная           | 55°47′41″ с. ш. 37°47′57″ в. д. |             |
| @3 22 | «Щёлковская» | 22 июля 1963    |              | −8         | колонная мелкого заложения трёхпролётная           | 55°48′34″ с. ш. 37°47′55″ в. д. |             |

## Депо и подвижной состав
| Электродепо      | Период              |
| ---------------- | ------------------- |
| ТЧ-2 «Сокол»     | 1938—1941 1942—1950 |
| ТЧ-1 «Северное»  | 1941—1942           |
| ТЧ-3 «Измайлово» | c 1950 года         |
| ТЧ-9 «Фили»      | 2008—2018           |
| ТЧ-16 «Митино»   | с 2015 года         |

### Количество вагонов в поезде
| Количество       | Период              |
| ---------------- | ------------------- |
| 4                | 1938—1947           |
| 6                | 1947—1969           |
| 7                | 1969—2010 2015—2018 |
| 5 (типа «Русич») | с 2006 года         |

### Тип подвижного состава
| Тип                     | Период                                                     |
| ----------------------- | ---------------------------------------------------------- |
| А, Ам, Б, Бм            | 1938—1975                                                  |
| В                       | 1958—1962                                                  |
| Г                       | 1941—1950 1954—1958 1970—1975 (седьмой в составе из Ам/Бм) |
| Д                       | 1973—1995                                                  |
| Е                       | 1990—2007                                                  |
| Еж, Еж1, Ем-508, Ем-509 | 1990—2010                                                  |
| 81-717.5М/714.5М        | 2003 (только 6 мая)                                        |
| 81-740.1/741.1 «Русич»  | с 2006 года                                                |
| 81-740.4/741.4 «Русич»  | с 2009 года                                                |
| 81-760/761 «Ока»        | 2015—2018                                                  |

С 9 августа 2010 года вагоны типа Ем и Еж были выведены из регулярной линейной пассажирской эксплуатации. Несколько составов из вагонов данного типа числились в резерве ещё до декабря 2010 года.

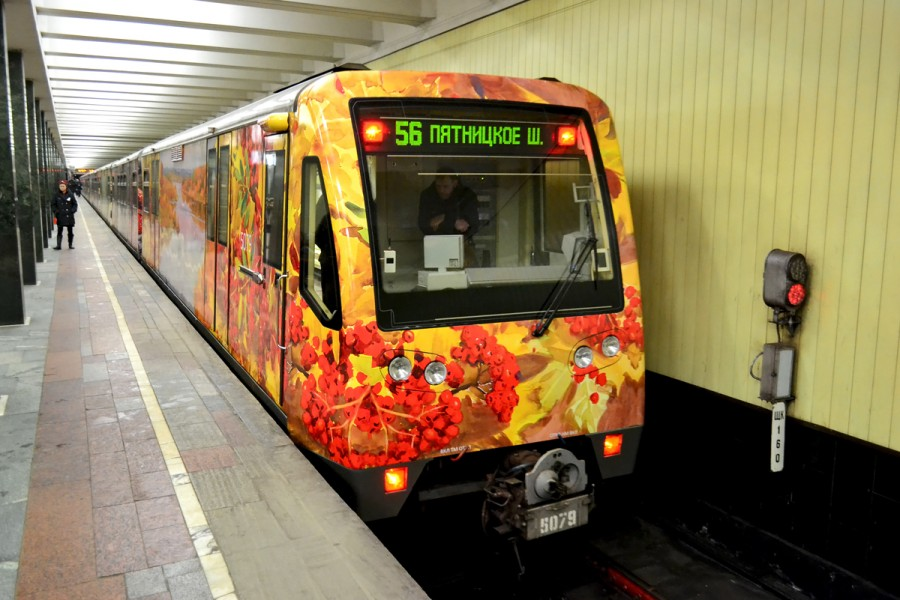
«Акварель» на станции «Щёлковская» 15 ноября 2015

23 сентября 2015 года на Арбатско-Покровской линии началась эксплуатация вагонов модели 81-760/761 «Ока». Составы поступили на линию в связи с подготовкой машинистов депо ТЧ-3 «Измайлово» к их последующей эксплуатации на Солнцевской линии, которую первоначально обслуживало данное депо. 30 августа 2018 года, после ввода в строй депо ТЧ-18 «Солнцево», эксплуатация вагонов «Ока» на Арбатско-Покровской линии была прекращена.

### Особенности эксплуатации подвижного состава
Существует фотография неустановленной датировки, свидетельствующая о присутствии на станции «Киевская» вагонов серии 81-717/714 с пассажирами, в инвентарный парк подвижного состава обоих обслуживающих линию электродепо — ТЧ-3 «Измайлово» и ТЧ-16 «Митино» никогда, однако, не входивших.
Подвижной состав линии планируют начать заменять с поездов «Русич» после 2040 года.

### Именные поезда
- «Акварель». Поезд-галерея с репродукциями картин был запущен на Арбатско-Покровской линии 1 июня 2007 года. Каждый из вагонов поезда оформлен в определённой цветовой гамме, стены снаружи вагонов оклеены цветной плёнкой с изображениями цветов, фруктов, рек, деревьев. По сравнению с обычными вагонами типа 81-740.1/741.1 «Русич», с тыльной стороны поезд не имеет сидений и окон, на их месте находятся картины.
- «Новогодний поезд». В будущем предлагается также пустить поезд с вагонами типа 81-717.5М/714.5М в новогоднем оформлении на время новогодних праздников и до конца зимы.

### Нарекания по подвижному составу
Эксплуатация электропоездов «Русич» на Арбатско-Покровской линии сопряжена с трудностями, связанными с нерасчётом «Русичей» на большой пассажиропоток, о чём, в частности, свидетельствует нестандартное расположение и количество дверей в секциях между сочленёнными соединениями типа «гармошка»  (для расчёта на пассажиропоток пришлось добавить третью дверь во вторую секцию головного вагона и в обе секции промежуточного в отдельно выпущенной заводом «Метровагонмаш» модификации «Русича» — 81-740.4/741.4) , как и наличие самих секций вместо единого вагона, аналогично всем остальным стандартным типам и моделям, а также форма кузова. Сочленённое соединение типа «гармошка» присутствует в конструкции из-за первоначальных расчётов прохождения составом более крутого профиля пути, чем на стандартных линиях. Кроме того, из-за нестандартной длины состава, вызванной его «секционным» формированием, электропоезд короткий для Арбатско-Покровской и ещё одной линии, на которой его эксплуатация первоначально не планировалась — Сокольнической, что, как считают специалисты по транспорту, сказывается на удобстве для пассажиров. Это связано с тем, что «Русичи» изначально не предназначены для эксплуатации на линиях «классического» метрополитена, так как предполагались к запуску на в итоге нереализованный из-за кризиса 1990-х годов проект Бутовской линии лёгкого метро времён управления Москвой мэром Юрием Лужковым.

## Основные технические характеристики
- На платформе станции «Курская» расположен маневровый светофор, остальные светофоры расположены в тоннелях, а также у путевой стены[51].
- Самая глубокая станция в Московском метрополитене — «Парк Победы» (73,6 м[55])[56].
- Самый длинный перегон в Московском метрополитене — «Крылатское» — «Строгино», расстояние более 6,62 км[57]. На перегоне устроены два аварийных выхода: изначально имеющее такое предназначение сооружение «Д» и запроектированная как полноценная станция, но сооружённая лишь как техническая платформа «Троице-Лыково».
- Самый длинный перегон внутри Кольцевой линии — «Курская» — «Площадь Революции», расстояние более 2,2 км[источник не указан 939 дней].
- На станции «Бауманская» установлен абсолютный рекорд продолжительности эксплуатации эскалаторов в истории Московского метро (с 18 января 1944 по по 7 февраля 2015 года, что делает их самыми старыми в мире[58]).
- Арбатско-Покровская линия связана с Филёвской линией тремя пересадочными узлами: между станциями «Александровский сад» и «Арбатская» Арбатско-Покровской линии, между двумя «Киевскими» и двумя «Кунцевскими». К этому привело историческое развитие двух линий-дублёров во время Великой Отечественной войны — после попадания бомбы в тоннель мелкого заложения Филёвской линии приняли решение построить тоннель глубокого заложения на Арбатско-Покровской линии. Так образовалось две пары станций с одинаковыми названиями («Арбатская» и «Смоленская»), между которыми отсутствуют переходы, что иногда приводит к путанице пассажиров в навигации[59].

## Средства сигнализации и связи
Основное средство сигнализации до 3 ноября 2009 года на участке «Арбатская» — «Киевская», до 12 декабря 2010 года на участке «Парк Победы» — «Курская», до 6 января 2019 года на участке «Курская» — «Бауманская» и до 9 января 2019 года на участке «Измайловская» — «Щёлковская» —автоблокировка с автостопами и защитными участками. После реконструкции — АЛС-АРС без автостопов и защитных участков с нормально погашенными светофорами автоматического действия. Резервное (дополнительное) средство сигнализации — автоблокировка без автостопов и защитных участков, включающееся для возможности проезда подвижного состава с необорудованными/неисправными/нерабочими устройствами АЛС-АРС, поскольку сигнал «один синий огонь», включённый на светофорах полуавтоматического действия, согласно Инструкции по сигнализации (ИСИ), является для них запрещающим показанием.

## Перспективы
- В 2027 году запланировано продление линии на один перегон длиной 2,6 км в восточном направлении от станции «Щёлковская» до станции «Гольяново»[65].
- На перегоне между станциями «Крылатское» и «Строгино» оставлен задел под станцию «Троице-Лыково», которую планировалось достроить, когда на этом месте появится жилой массив. В настоящий момент станция работает в качестве технической платформы, никаких актуальных планов по её достраиванию нет.[источник не указан 946 дней]
- За станцией «Строгино» были оставлены заделы под организацию кроссплатформенной пересадки на проектируемую Рублёво-Архангельскую линию.[источник не указан 946 дней]
- При строительстве линии на перегоне «Площадь Революции» — «Курская» проектом было предусмотрено сооружение станции «Хмельницкая» с организацией пересадки на станцию ««Китай-город»» Калужско-Рижской и Таганско-Краснопресненской линий. Данная станция присутствует в Генплане, но с учётом большой сложности и высокой стоимости строительства станции на действующем перегоне она вряд ли будет построена в обозримом будущем.[источник не указан 946 дней]

## Происшествия

#### Взрыв на перегоне «Измайловская» — «Первомайская» (1977)
Первый теракт в истории Московского метрополитена произошёл 8 января 1977 года. Тогда в Москве почти одновременно были произведены три взрыва. В 17:33 по московскому времени в поезде метро между станциями «Измайловская» и «Первомайская» прогремел взрыв, в результате чего семь человек погибло и ещё тридцать семь получили ранения различной степени тяжести. Повреждённый состав был отбуксирован на близлежащую станцию «Первомайская», которая была закрыта для пассажиров, и поезда на ней не останавливались. Некоторое время спустя в Москве произошли ещё два взрыва: один — в гастрономе на улице Дзержинского, второй на улице 25-го Октября.
Информация о терактах появилась через два дня и была относительно скупой, это привело к множеству слухов и домыслов. Спустя несколько месяцев по обвинению в организации взрывов были арестованы Затикян (организатор взрыва), Степанян и Багдасарян (непосредственные исполнители). Суд над ними был тайным, о его дате и месте не были извещены даже ближайшие родственники обвиняемых (которых вызвали в Москву и сообщили об уже вынесенном приговоре — расстрел). В официальном сообщении после суда не были опубликованы детали (место и время суда, фамилии двух из трёх обвиняемых). Затикян свою вину отрицал. Степанян частично признал свою вину, но отрицал участие Затикяна. Багдасарян признал всё. По мнению некоторых советских правозащитников, проведение суда в тайном режиме и беспрецедентная для 1970-х годов спешка с приведением смертного приговора в исполнение (через 3 дня после решения суда) связана с полной фальсификацией дела органами КГБ. По состоянию на август 2007 года материалы уголовного дела о взрыве в метро в 1977 году остаются секретными.

#### Задымление на перегоне «Электрозаводская» — «Семёновская» (2010)
27 марта 2010 года на Арбатско-Покровской линии подземки утром задымился головной вагон поезда. Пассажиры двух поездов провели в перегонах сорок минут в тоннеле между станциями «Семёновская» и «Электрозаводская». Была проведена эвакуация около шестисот пассажиров. Пассажиров начали выводить из поезда через торцевые двери вагонов к первому вагону, и далее по путям до станции «Семёновская». После этого напряжение ненадолго включили, чтобы два поезда, которые находились в тот момент на перегонах вместе с пассажирами, смогли дойти до ближайшей станции. Поезда курсировали на участках «Щёлковская» — «Партизанская» и «Курская» — «Митино»..

#### Падение дерева на перегоне «Измайловская» — «Первомайская» (2010)
4 июня 2010 года в 20:27 по московскому времени в результате сильной бури на открытом перегоне между станциями «Измайловская» и «Первомайская» на пути упало дерево, в результате чего на некоторое время было остановлено движение поездов по данному участку. Как сообщили в столичном МЧС, ствол пришлось пилить, чтобы убрать его с путей. Пассажиров через некоторое время выпустили из вагонов и начали развозить автобусами Мосгортранса, никто не пострадал. В 21:47 движение было восстановлено.

#### Обрушение облицовки потолка на станции «Пятницкое шоссе» (2013)
2 января 2013 года через 5 дней после открытия станции «Пятницкое шоссе» в кассовой зоне северного вестибюля обрушилась часть облицовки потолка, пострадавших и погибших не было.

#### Затопление путей на перегоне «Измайловская» — «Первомайская» (2014)
21 марта 2014 года в 17:00 поступило сообщение о затоплении путей на перегоне между станциями «Первомайская» и «Измайловская». Из-за ЧП на Измайловском проспекте у дома 75 при проведении работ на магистральном водопроводе произошёл гидроудар, в результате которого разорвалась водопроводная труба и потоки воды хлынули на пути метро. Один из составов при въезде в туннель у станции «Первомайская» неожиданно остановился. Также остановились несколько составов идущих следом, в том числе состав со станции «Партизанская». Пассажиров эвакуировали. Людей, находящихся в составе, стоящем на въезде в тоннель отправили по путям до станции «Измайловская», после чего напряжение на контактном рельсе также ненадолго включили, чтобы пропустить два остальных состава. На это время было организовано движение автобусов «М» до ближайших станций. Поезда следовали только до станции «Партизанская». В 23:00 движение на этом участке было восстановлено. Во время происшествия погиб 1 человек — сварщик, пытавшийся ликвидировать утечку на водопроводе.

#### Авария на перегоне «Парк Победы» — «Славянский бульвар» (2014)
15 июля 2014 года в 8:39 утра сошёл с рельсов состав из вагонов моделей 81-740.4/741.4 «Русич» №№ 0210—0211, следовавший по Арбатско-Покровской линии между станциями «Парк Победы» и «Славянский бульвар». Катастрофа произошла в двухстах метрах от «Парка Победы». По данным на утро 16 июля, число пострадавших 217 человек, более 100 из них госпитализированы, 23 человека погибли. 16 июля в Москве было объявлено днём траура. В ночь на 19 июля движение поездов на участке от «Киевской» до «Молодёжной» восстановлено, в основном для перегона отрезанных от основной части линии поездов обратно в депо.
По предварительной версии, причина схода с рельсов — неисправность стрелочного перевода, который соединяет 1-й путь Арбатско-Покровской линии со служебной соединительной ветвью на строившийся тогда 1-й путь Солнцевской линии. По причине ненадёжного крепления стрелочного механизма (стрелка была зафиксирована тонкой проволокой) после прохода первой тележки головного вагона стрелка сработала, вызвав сход с рельсов второй тележки. В поездах 81-740/741 «Русич» вагоны состоят из двух секций, соединённых переходом. После схода с рельсов вторая половина головного вагона ударилась о стену, разделяющую тоннели, и на скорости 40—60 км/ч встала поперёк тоннеля, сильно деформируясь от собственной инерции и под давлением следующих вагонов. Однако у произошедшего есть и версия технической неисправности подвижного состава.
Катастрофа привела к отстранению 22 июля мэром Сергеем Собяниным Ивана Беседина с поста начальника ГУП «Московский метрополитен», пришедшего на смену Дмитрию Гаеву, возглавлявшему предприятие с 1995 по 2011 год. По словам же самого Беседина, уход был инициирован им самолично. На место Беседина впоследствии был назначен Дмитрий Пегов.

#### Сбой на перегоне «Парк Победы» — «Пятницкое шоссе» (2022)
6 сентября 2022 года в 6 часов утра Арбатско-Покровская линия стала одной из пяти линий, на которых временно остановилось движение (конкретно — на участке «Парк Победы» — «Пятницкое шоссе») из-за повреждённого кабеля, необходимого для управления движением поездов на нескольких линиях при проведении ночных работ сторонней организацией «Каста».

## В культуре
На Арбатско-Покровской линии сняты некоторые сцены фильмов «Притяжение» и «Вторжение».